# Lebo
Lebo est un village du Cameroun situé dans le département du Menchum et la Région du Nord-Ouest, à proximité de la frontière avec le Nigeria. Il fait partie de la commune de Furu-Awa.

## Population
Lebo comptait 198 habitants en 1987, 200 en 1993 et 351 lors du recensement de 2005.
C'est l'un des rares villages où l'on parle le naki, une langue bantoïde méridionale, dite « beboïde ».